# 新造车辆段
新造车辆段，位于中国广东省广州市番禺区南村镇，是广州地铁4号线的车辆维护与停放基地。4号线的控制中心亦设在段内:3。

## 特点

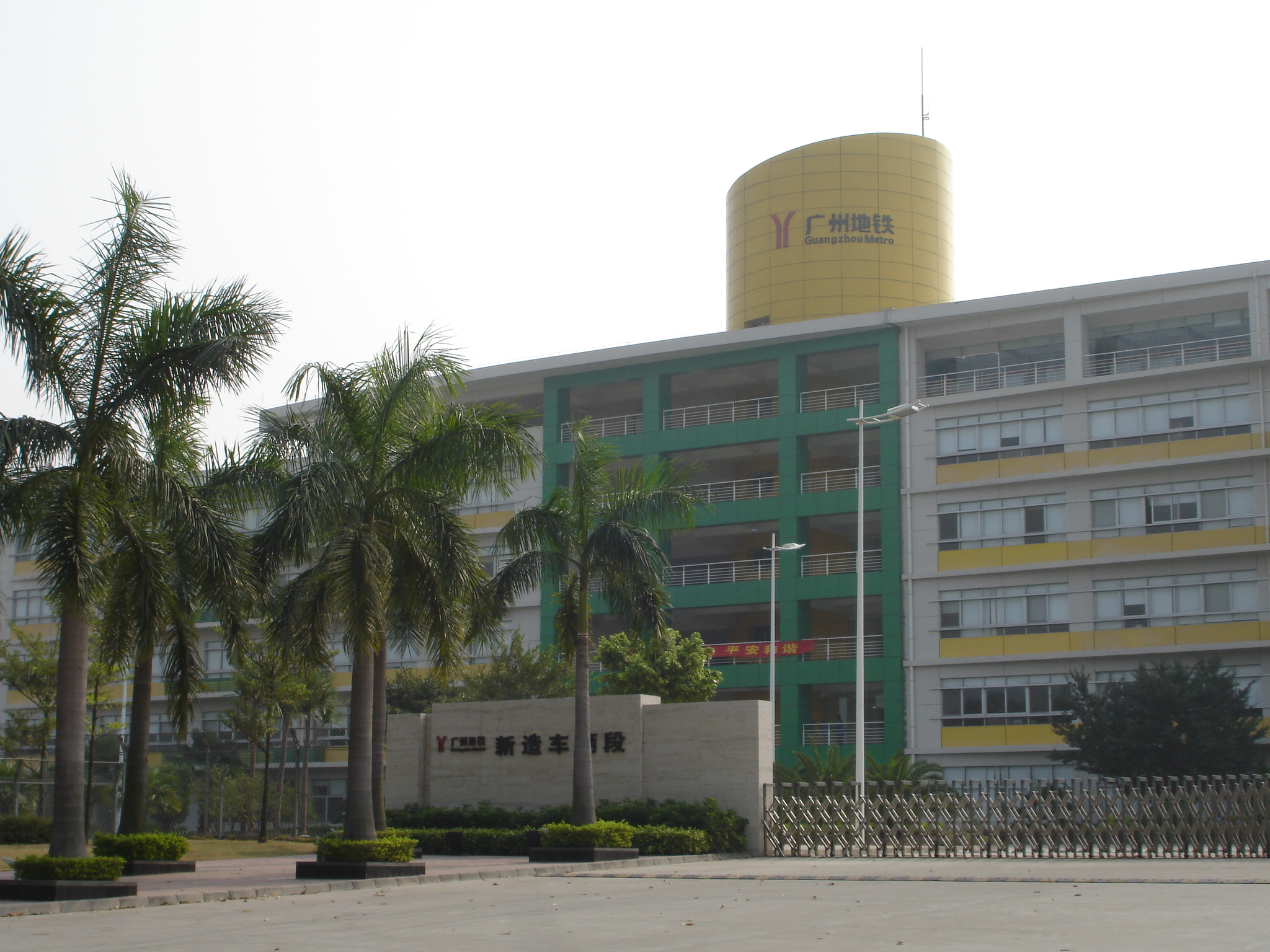
车辆段入口

新造车辆段是广州地铁首个L型列车车辆段，亦是中国首座直线电机地铁车辆段。
车辆段位于新造站和官桥站之间，恰好为4号线高架和地下的过渡段，故出入段线采用“八”字型设计，入段线为地下线，出段线为高架线，与上下行两站均接轨。
由于4号线在正线使用第三轨供电，在车辆段使用接触网供电，因此车辆段入口设有一段同时存在接触网和第三轨的轨道供列车转换。此外车辆段内的试车线也同时布置有接触网和第三轨。
由于彼时广州地铁的线网内既有A、B型线路没有与L型线路连接的联络线，从国铁线路运送至西塱车辆段的新购列车只能解编后通过平板车转运，因此车辆段内亦有一段既无接触网亦无第三轨的轨道，用于装卸由平板车运输的车厢。